# ژان-میشل مونن
ژان-میشل مونن (فرانسوی: Jean-Michel Monin‎؛ زادهٔ ۷ سپتامبر ۱۹۶۷) دوچرخه‌سوار اهل فرانسه است.
وی در مسابقات کشوری و بین‌المللی در مجموع برندهٔ ۱ مدال طلا، ۱ مدال نقره شده‌است.